# Antero Warelius

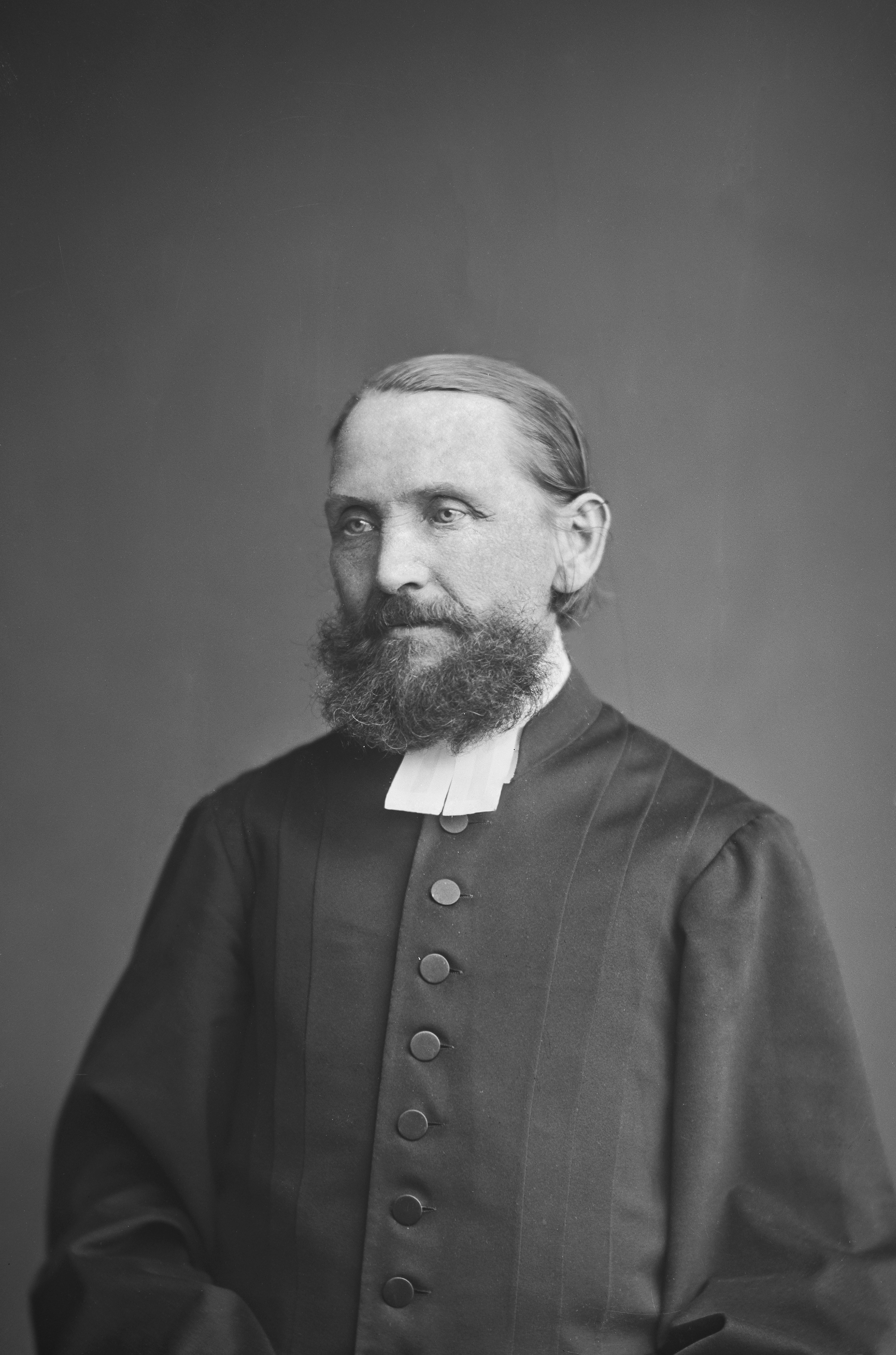
Antero Warelius år 1877. (Fotografi av Daniel Nyblin.)

Antero (Anders) Warelius, född 14 juli 1821 i Varila by (efter vilken han tog sig namn), Tyrvis socken, Satakunda, död 16 januari 1904 i Loimaa, var en finländsk präst och skriftställare. 
Warelius tjänstgjorde som präst i västra Finland och var 1869–1900 kyrkoherde i Loimaa. Som student vid Helsingfors universitet blev han varmt intresserad för de finska språksträvandena, och med understöd av ryska vetenskapsakademien i Sankt Petersburg gjorde han vid samma tid etnografiska forskningsresor i sitt eget land och publicerade resultaten därav i tidskriften "Suomi" under titeln Bidrag till Finlands kännedom i etnografiskt hänseende, i vilken han bland annat på grund av dialektundersökningar angav gränserna mellan de tavastländska och karelska stammarnas boningsplatser i Finland. Av än större betydelse är hans medarbetarskap i Daniel Europaeus svensk-finska och Elias Lönnrots stora finsk-svenska lexikon. Självständigt publicerade Warelius en av de första originalkomedierna på finska språket, Vekkulit ja Kekkulit, liksom Enon opetukset (Morbrors berättelser), som är ett av de första naturvetenskapliga arbetena på finska språket.